# Temple Coral de Bucarest
El Temple Coral de Bucarest (en romanès: Templul Coral Din București) és una sinagoga situada a Bucarest, Romania és una còpia de la gran sinagoga Leopoldstadt-Tempelgasse de Viena, que es va edificar entre els anys 1855 i 1858. Va ser dissenyada per Enderle & Freiwald, i va ser construïda entre els anys 1857 i 1867. La sinagoga va ser devastada per grups d'extrema dreta, però va ser restaurada després de la Segona Guerra Mundial. Encara s'hi celebren serveis religiosos, i és una de les sinagogues que encara estan actives a la ciutat de Bucarest.